# Anton Geiß

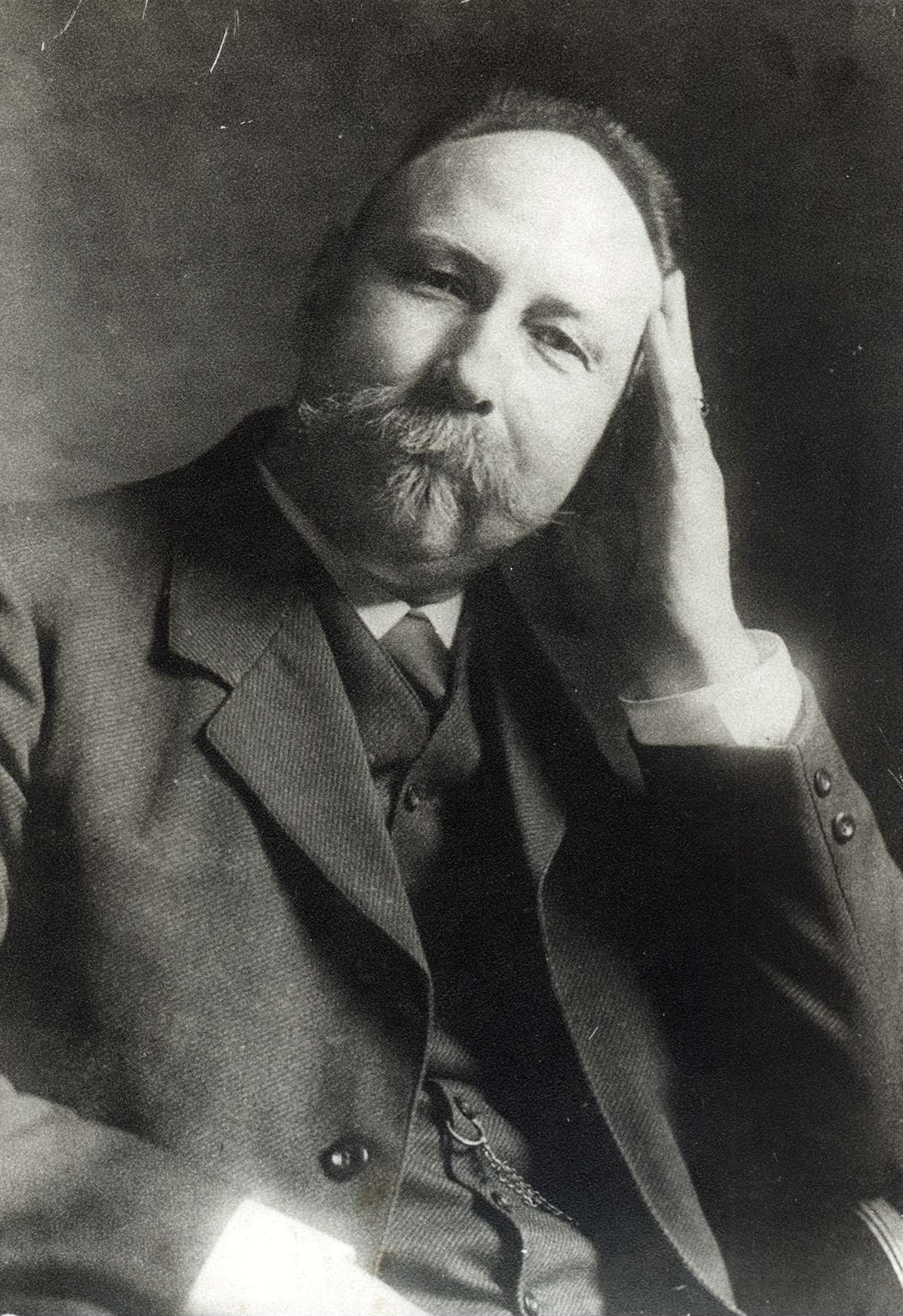
Anton Geiß

Anton Geiß (* 11. August 1858 in Rettenbach; † 3. März 1944 in Schriesheim) war ein deutscher Politiker der SPD in Baden und der erste badische Staatspräsident.

## Leben und Beruf
Anton Geiß wurde in Rettenbach am Auerberg im bayerischen Allgäu als Sohn eines kleineren Landwirts geboren. In seiner Kindheit musste er sich mehrere Sommer als Hirtenjunge getrennt von seiner Familie bei fremden Bauern verdingen. Nach dem Abschluss der Volksschule absolvierte er von 1871 bis 1874 eine Schreinerlehre. Danach ging er mit Unterbrechungen mehrere Jahre auf Wanderschaft, die ihn schließlich in den Rhein-Neckar-Raum führten, wo er sich ab 1884 als Geselle abwechselnd in Ludwigshafen am Rhein und Mannheim niederließ.  1886 heiratete er Karolina geb. Bold aus Linden in der damals bayerischen Rheinpfalz. Aus der Ehe gingen drei Söhne hervor, von denen zwei das Kindesalter überlebten. Ab 1891 wurde Mannheim mit Ausnahme der Jahre von 1903 bis 1905 zum dauernden Wohnsitz der Familie. Geiß arbeitete bei verschiedenen Firmen (u. a. bei Heinrich Lanz in Mannheim), bevor er sich 1893 als Parkettleger und Bauschreiner selbständig machte. 1895 übernahm er seine erste Gastwirtschaft, den Englischen Garten im Innenstadt-Quadrat T5, als Wirt. 1905 wechselt Geiß auf den Großen Hirsch in S1. Den Beruf als Gastwirt sollte er bis 1919 ausüben.

## Politik
1887 trat Anton Geiß in Ludwigshafen in die SPD ein, von 1908 bis 1919 war er Vorsitzender der badischen SPD. Von 1893 bis 1896 und von 1907 bis 1918 war er Mitglied der Mannheimer Stadtverordnetenversammlung sowie von 1896 bis 1903 und von 1913 bis 1918 Stadtrat von Mannheim. Von 1895 bis 1903 und von 1909 bis 1921 war er Mitglied in der Badischen Ständeversammlung bzw. dem Badischen Landtag.
Geiß gehörte dem reformistischen Flügel der SPD an, der in Baden die Politik der Partei im Kaiserreich und in der Weimarer Zeit bestimmte. In seiner politischen Arbeit erwies sich Geiß als konzilianter Gesprächs- und Verhandlungspartner, der sich durch seine verbindliche Art selbst beim politischen Gegner großen Respekt und Anerkennung erwarb. Mittels dieser Eigenschaft wurde er für die SPD, die seit 1905 im sogenannten Großblock mit den Nationalliberalen im badischen Landtag zusammenarbeitete, und daher naturgemäß Kompromisse eingehen musste, zu einer wichtigen Persönlichkeit. Von 1907 bis 1918 gehörte Geiß dem Präsidium der Zweiten Kammer der badischen Landstände als 1. bzw. ab 1917 als 2. Vizepräsident an. Seine besonderen Fähigkeiten zum Ausgleich widerstreitender Interessen dürften wesentlich dazu beigetragen haben, dass er in der Revolution 1918 in Abwesenheit von den Parteien in Karlsruhe zum Ministerpräsidenten der sich aus SPD, USPD, Zentrum und Liberalen zusammensetzenden neuen provisorischen Regierung in Baden bestimmt wurde. Vom 10. November 1918 bis zum 2. April 1919 stand Geiß diesem Übergangskabinett vor und amtierte anschließend vom 2. April 1919 bis zum 4. August 1920 als Staatspräsident und Chef der Regierung. In seiner Zeit als Staatspräsident übte er auch noch das Amt des Ministers für militärische Angelegenheiten aus. Nach den Reichstagswahlen vom 6. Juni 1920 kam es in Baden zu einer Kabinettsumbildung, bei der das Zentrum als stärkste Fraktion im Landtag nun auch das Amt des Staatspräsidenten übernahm. Dies ermöglichte es dem schon seit längerer Zeit rücktrittswilligen Geiß Abschied von seinem Posten zu nehmen. 
Überschattet wurde der Rückzug Geiß‘ aus dem politischen Leben durch eine heftige publizistische Debatte darüber, ob die ihm bei seinem Abschied vom Staatspräsidentenamt vom Landtag bewilligte Pension gerechtfertigt sei. Nach der Machtübernahme der NSDAP in Baden wurde ihm diese Pension schließlich wieder entzogen und Geiß musste als alter Mann von der Unterstützung eines seiner Söhne leben. 1933 siedelte er von Mannheim nach Schriesheim über, wo er schließlich 1944 starb.

## Ehrungen
In Rettenbach wurde eine Straße nach Anton Geiß benannt. An seinem letzten Wohnhaus in Schriesheim wurde eine Gedenktafel angebracht (Heidelberger Str. 14, Ecke Kirchstr.) und der Platz vor diesem Haus, der historische Marktplatz der Stadt, in Anton-Geiß-Platz umbenannt. Seine Grabstätte befindet sich auf dem Schriesheimer Friedhof an der südlichen Mauer unweit des Haupteinganges.